# Procolpia centurio
Procolpia centurio är en insektsart som beskrevs av Rehn, J.A.G. 1955. Procolpia centurio ingår i släktet Procolpia och familjen Romaleidae. Inga underarter finns listade i Catalogue of Life.